# Campeonato Sul-Americano de Atletismo de 2003 - Resultados
Estes são os resultados do Campeonato Sul-Americano de Atletismo de 2003 que ocorreram de 20 a 22 de junho de 2003 no Polideportivo Máximo Viloria, em Barquisimeto, na Venezuela. 

## Resultado masculino

### 100 metros
| Posição | Bateria | Atleta             | Nacionalidade | Tempo | Notas |
| ------- | ------- | ------------------ | ------------- | ----- | ----- |
| 1       | 2       | Jarbas Mascarenhas | Brasil        | 10.41 | Q     |
| 2       | 1       | Édson Ribeiro      | Brasil        | 10.52 | Q     |
| 3       | 1       | Heber Viera        | Uruguai       | 10.56 | Q     |
| 3       | 2       | John Córdoba       | Colômbia      | 10.56 | Q     |
| 5       | 1       | Pablo Colville     | Chile         | 10.63 | Q     |
| 6       | 1       | Jimmy Pino         | Colômbia      | 10.66 | q     |
| 7       | 2       | Juan Morillo       | Venezuela     | 10.69 | Q     |
| 8       | 2       | Iván Altamirano    | Argentina     | 10.76 | q     |
| 9       | 1       | Matías Usandivaras | Argentina     | 10.77 |       |
| 10      | 1       | Omar Cortes        | Venezuela     | 10.89 |       |
| 10      | 1       | Luis Morán         | Equador       | 10.89 |       |
| 12      | 2       | Andrés Gallegos    | Equador       | 10.96 |       |
| 13      | 2       | Guillermo Mayer    | Chile         | 11.16 |       |

| Posição           | Atleta             | Nacionalidade | Tempo | Notas |
| ----------------- | ------------------ | ------------- | ----- | ----- |
| Medalha de ouro   | Édson Ribeiro      | Brasil        | 10.30 |       |
| Medalha de prata  | Heber Viera        | Uruguai       | 10.33 |       |
| Medalha de bronze | Jarbas Mascarenhas | Brasil        | 10.36 |       |
| 4                 | John Córdoba       | Colômbia      | 10.52 |       |
| 5                 | Pablo Colville     | Chile         | 10.52 |       |
| 6                 | Juan Morillo       | Venezuela     | 10.54 |       |
| 7                 | Jimmy Pino         | Colômbia      | 10.61 |       |
| 8                 | Iván Altamirano    | Argentina     | 10.68 |       |

### 200 metros
| Posição | Bateria | Atleta             | Nacionalidade | Tempo | Notas |
| ------- | ------- | ------------------ | ------------- | ----- | ----- |
| 1       | 1       | Claudinei da Silva | Brasil        | 20.70 | Q     |
| 2       | 1       | Ricardo Roach      | Chile         | 20.74 | Q     |
| 3       | 2       | Heber Viera        | Uruguai       | 20.81 | Q     |
| 4       | 2       | Jorge Célio Sena   | Brasil        | 20.81 | Q     |
| 5       | 2       | Matías Usandivaras | Argentina     | 21.23 | Q     |
| 6       | 2       | José Carabalí      | Venezuela     | 21.26 | q     |
| 7       | 2       | Jimmy Pino         | Colômbia      | 21.36 | q     |
| 8       | 1       | Eudomar Pirela     | Venezuela     | 21.40 | Q     |
| 9       | 1       | Iván Altamirano    | Argentina     | 21.58 |       |
| 10      | 2       | Guillermo Mayer    | Chile         | 21.77 |       |
| 11      | 2       | Andrés Gallegos    | Equador       | 22.49 |       |

| Posição           | Atleta             | Nacionalidade | Tempo | Notas |
| ----------------- | ------------------ | ------------- | ----- | ----- |
| Medalha de ouro   | Heber Viera        | Uruguai       | 20.60 |       |
| Medalha de prata  | Claudinei da Silva | Brasil        | 20.63 |       |
| Medalha de bronze | Jorge Célio Sena   | Brasil        | 20.71 |       |
| 4                 | José Carabalí      | Venezuela     | 21.26 |       |
| 5                 | Ricardo Roach      | Chile         | 21.29 |       |
| 6                 | Eudomar Pirela     | Venezuela     | 21.33 |       |
| 7                 | Jimmy Pino         | Colômbia      | 21.38 |       |
| 8                 | Matías Usandivaras | Argentina     | 21.59 |       |

### 400 metros
| Posição | Bateria | Atleta                    | Nacionalidade | Tempo | Notas |
| ------- | ------- | ------------------------- | ------------- | ----- | ----- |
| 1       | 2       | Jonathan Palma            | Venezuela     | 46.59 | Q     |
| 2       | 1       | William José Hernández    | Venezuela     | 46.66 | Q     |
| 3       | 1       | Mauricio Mery             | Chile         | 46.74 | Q     |
| 4       | 2       | Luís Ambrosio             | Brasil        | 46.76 | Q     |
| 5       | 1       | Anderson Jorge dos Santos | Brasil        | 46.78 | Q     |
| 6       | 2       | Andrés Silva              | Uruguai       | 47.06 | Q     |
| 7       | 2       | Julio Rojas               | Colômbia      | 47.27 | q     |
| 8       | 1       | Francisco Aguirre         | Equador       | 47.55 | q     |
| 9       | 2       | Barión Heredia            | Argentina     | 47.85 |       |
| 10      | 2       | Cristián Gutiérrez        | Equador       | 48.41 |       |
| 11      | 1       | Gélver Espinoza           | Colômbia      | 48.47 |       |

| Posição           | Atleta                    | Nacionalidade | Tempo | Notas |
| ----------------- | ------------------------- | ------------- | ----- | ----- |
| Medalha de ouro   | William José Hernández    | Venezuela     | 45.81 |       |
| Medalha de prata  | Anderson Jorge dos Santos | Brasil        | 46.07 |       |
| Medalha de bronze | Mauricio Mery             | Chile         | 46.20 |       |
| 4                 | Andrés Silva              | Uruguai       | 46.23 |       |
| 5                 | Jonathan Palma            | Venezuela     | 46.84 |       |
| 6                 | Luís Ambrosio             | Brasil        | 47.14 |       |
| 7                 | Julio Rojas               | Colômbia      | 47.64 |       |
| 8                 | Francisco Aguirre         | Equador       | 47.67 |       |

### 800 metros
| Posição | Baterias | Atleta               | Nacionalidade | Tempo   | Notas |
| ------- | -------- | -------------------- | ------------- | ------- | ----- |
| 1       | 1        | Osmar dos Santos     | Brasil        | 1:49.08 | Q     |
| 2       | 2        | Cristián Matute      | Equador       | 1:49.27 | Q     |
| 3       | 1        | Bayron Piedra        | Equador       | 1:49.73 | Q     |
| 4       | 1        | Simoncito Silvera    | Venezuela     | 1:49.79 | Q     |
| 5       | 2        | Fabiano Peçanha      | Brasil        | 1:50.17 | Q     |
| 6       | 2        | José Bermúdez        | Colômbia      | 1:50.38 | Q     |
| 7       | 2        | Sebastián González   | Argentina     | 1:50.45 | q     |
| 8       | 1        | Ronny Bravo          | Chile         | 1:50.71 | q     |
| 9       | 1        | John Chávez          | Colômbia      | 1:50.80 |       |
| 10      | 1        | Javier Carriqueo     | Argentina     | 1:51.98 |       |
| 11      | 1        | Fadrique Iglesias    | Bolívia       | 1:52.01 |       |
| 12      | 2        | José Manuel González | Venezuela     | 1:52.55 |       |
| 13      | 2        | Tai Payne            | Guiana        | 1:56.31 |       |

| Posição           | Atleta             | Nacionalidade | Tempo   | Notas |
| ----------------- | ------------------ | ------------- | ------- | ----- |
| Medalha de ouro   | Fabiano Peçanha    | Brasil        | 1:46.32 |       |
| Medalha de prata  | Osmar dos Santos   | Brasil        | 1:46.92 |       |
| Medalha de bronze | Simoncito Silvera  | Venezuela     | 1:48.31 |       |
| 4                 | Cristián Matute    | Equador       | 1:48.88 |       |
| 5                 | Bayron Piedra      | Equador       | 1:49.25 |       |
| 6                 | José Bermúdez      | Colômbia      | 1:49.81 |       |
| 7                 | Ronny Bravo        | Chile         | 1:55.18 |       |
| 8                 | Sebastián González | Argentina     | 1:57.61 |       |

### 1.500 metros
| Posição           | Atleta               | Nacionalidade | Tempo   | Notas |
| ----------------- | -------------------- | ------------- | ------- | ----- |
| Medalha de ouro   | Fabiano Peçanha      | Brasil        | 3:39.74 |       |
| Medalha de prata  | Miguel Ángel García  | Venezuela     | 3:41.01 |       |
| Medalha de bronze | Javier Carriqueo     | Argentina     | 3:42.65 |       |
| 4                 | Bayron Piedra        | Equador       | 3:43.86 |       |
| 5                 | Sebastián González   | Argentina     | 3:46.36 |       |
| 6                 | Mauricio Ladino      | Colômbia      | 3:46.92 |       |
| 7                 | Clayton Aguiar       | Brasil        | 3:52.04 |       |
| 8                 | Fadrique Iglesias    | Bolívia       | 3:53.26 |       |
| 9                 | Roberto García       | Chile         | 3:55.71 |       |
| 10                | José Manuel González | Venezuela     | 4:04.20 |       |

### 5.000 metros
| Posição           | Atleta                    | Nacionalidade | Tempo    | Notas |
| ----------------- | ------------------------- | ------------- | -------- | ----- |
| Medalha de ouro   | Marílson Gomes dos Santos | Brasil        | 13:52.15 |       |
| Medalha de prata  | William Naranjo           | Colômbia      | 14:03.41 |       |
| Medalha de bronze | Luis Fonseca              | Venezuela     | 14:17.44 |       |
| 4                 | Edgar Chancusia           | Equador       | 14:17.90 |       |
| 5                 | Juan Suárez               | Argentina     | 14:29.90 |       |
| 6                 | Jonathan Monje            | Chile         | 14:35.17 |       |
| 7                 | Jacinto López             | Colômbia      | 14:36.66 |       |
| 8                 | Pedro Pérez               | Venezuela     | 14:37.16 |       |
| 9                 | Cristián Rosales          | Uruguai       | 15:06.89 |       |
| 10                | Ernesto Zamora            | Uruguai       | 15:33.15 |       |

### 10.000 metros
| Posição           | Atleta            | Nacionalidade | Tempo    | Notas |
| ----------------- | ----------------- | ------------- | -------- | ----- |
| Medalha de ouro   | William Naranjo   | Colômbia      | 29:37.38 |       |
| Medalha de prata  | Luiz Paula        | Brasil        | 29:49.11 |       |
| Medalha de bronze | Alejandro Semprum | Venezuela     | 30:06.03 |       |
| 4                 | Jonathan Monje    | Chile         | 30:23.95 |       |
| 5                 | Jacinto López     | Colômbia      | 30:30.37 |       |
| 6                 | Larry Sánchez     | Venezuela     | 30:36.30 |       |
| 7                 | Washington Veleda | Uruguai       | 33:08.26 |       |
| 8                 | Cristián Rosales  | Uruguai       | DNF      |       |
| 8                 | Juan Suárez       | Argentina     | DNF      |       |

### 110 metros barreiras
Vento: +1.5 m/s
| Posição           | Atleta                  | Nacionalidade | Tempo | Notas |
| ----------------- | ----------------------- | ------------- | ----- | ----- |
| Medalha de ouro   | Redelén dos Santos      | Brasil        | 13.45 |       |
| Medalha de prata  | Jackson Quinónez        | Equador       | 13.59 |       |
| Medalha de bronze | Matheus Facho Inocencio | Brasil        | 13.69 |       |
| 4                 | Paulo Villar            | Colômbia      | 14.12 |       |
| 5                 | Reina Merlean           | Venezuela     | 14.39 |       |
| 6                 | Alejandro Briceno       | Venezuela     | 14.59 |       |
| 7                 | Francisco Schilling     | Chile         | 14.69 |       |
| 8                 | Leandro Peyrano         | Argentina     | 15.19 |       |

### 400 metros barreiras
| Posição | Bateria | Atleta                 | Nacionalidade | Tempo | Notas |
| ------- | ------- | ---------------------- | ------------- | ----- | ----- |
| 1       | 1       | Eronilde de Araújo     | Brasil        | 50.02 | Q     |
| 2       | 1       | Bayano Kamani          | Panamá        | 50.60 | Q     |
| 3       | 2       | Cleverson da Silva     | Brasil        | 51.52 | Q     |
| 4       | 2       | Luis Montenegro        | Chile         | 51.92 | Q     |
| 5       | 2       | Alexander Mena         | Colômbia      | 52.36 | Q     |
| 6       | 2       | José Gregorio Turbay   | Venezuela     | 52.42 | q     |
| 7       | 1       | Carlos Zbinden         | Chile         | 52.59 | Q     |
| 8       | 1       | José Ignacio Pignataro | Argentina     | 53.63 | q     |
| 9       | 1       | Ángel Rodríguez        | Venezuela     | 54.84 |       |
| 10      | 2       | Jonathan Gibson        | Panamá        | 55.24 |       |

| Posição           | Atleta                 | Nacionalidade | Tempo | Notas |
| ----------------- | ---------------------- | ------------- | ----- | ----- |
| Medalha de ouro   | Bayano Kamani          | Panamá        | 50.10 |       |
| Medalha de prata  | Cleverson da Silva     | Brasil        | 50.35 |       |
| Medalha de bronze | Eronilde de Araújo     | Brasil        | 50.81 |       |
| 4                 | Luis Montenegro        | Chile         | 51.22 |       |
| 5                 | Carlos Zbinden         | Chile         | 52.25 |       |
| 6                 | Alexander Mena         | Colômbia      | 52.65 |       |
| 7                 | José Ignacio Pignataro | Argentina     | 52.66 |       |
| 8                 | José Gregorio Turbay   | Venezuela     | 53.55 |       |

### 3.000 metros com obstáculos
| Posição           | Atleta                  | Nacionalidade | Tempo   | Notas |
| ----------------- | ----------------------- | ------------- | ------- | ----- |
| Medalha de ouro   | Néstor Nieves           | Venezuela     | 8:46.41 |       |
| Medalha de prata  | Celso Ficagna           | Brasil        | 8:51.73 |       |
| Medalha de bronze | Richard Arias           | Equador       | 8:52.66 |       |
| 4                 | Roberto García          | Chile         | 9:15.41 |       |
| 5                 | Mariano Mastromarino    | Argentina     | 9:16.79 |       |
| 6                 | Martin Marana           | Uruguai       | 9:53.92 |       |
| 7                 | Fernando Alex Fernandes | Brasil        | DNF     |       |

### Revezamento 4x100 m
| Posição           | Nacionalidade | Atletas                                                                      | Tempo | Notas |
| ----------------- | ------------- | ---------------------------------------------------------------------------- | ----- | ----- |
| Medalha de ouro   | Brasil        | Jarbas Mascarenhas, Édson Ribeiro, Cláudio Roberto Souza, Claudinei da Silva | 38.96 |       |
| Medalha de prata  | Venezuela     | Juan Morillo, Omar Cortes, José Carabalí, Hely Ollarves                      | 39.85 |       |
| Medalha de bronze | Chile         | Pablo Colville, Ricardo Roach, Guillermo Mayer, Mauricio Mery                | 40.04 |       |
| 4                 | Equador       | Luis Morán, Andrés Gallegos, Cristián Gutiérrez, Jackson Quinónez            | 40.61 |       |
| 5                 | Argentina     | Iván Altamirano, Sebastián Lasquera, Barion Heredia, Matías Usandivaras      | 40.68 |       |
| 6                 | Colômbia      | Wilmer Murillo, Jimmy Pino, Paulo Villar, Dainnler Griego                    | 40.73 |       |

### Revezamento 4x400 m
| Posição           | Nacionalidade | Atletas                                                                        | Tempo   | Notas |
| ----------------- | ------------- | ------------------------------------------------------------------------------ | ------- | ----- |
| Medalha de ouro   | Brasil        | Luís Ambrosio, Eronilde de Araújo, Flavio Godoy, Anderson Jorge dos Santos     | 3:05.28 |       |
| Medalha de prata  | Venezuela     | Jonathan Palma, Luis Luna, Dany Nunez, William José Hernández                  | 3:09.26 |       |
| Medalha de bronze | Colômbia      | John Chávez, Gélver Espinoza, José Bermúdez, Julio Rojas                       | 3:09.48 |       |
| 4                 | Argentina     | José Ignacio Pignataro, Sebastián Lasquera, Matías Usandivaras, Barión Heredia | 3:09.78 |       |
| 5                 | Equador       | Cristián Gutiérrez, Cristián Matute, Luis Morán, Francisco Aguirre             | 3:14.22 |       |
| 6                 | Chile         | Mauricio Mery, Carlos Zbinden, Luis Montenegro, Guillermo Mayer                | 3:16.55 |       |

### 20 km marcha atlética
| Posição           | Atleta                | Nacionalidade | Tempo      | Notas |
| ----------------- | --------------------- | ------------- | ---------- | ----- |
| Medalha de ouro   | Sérgio Galdino        | Brasil        | 1:25:54.12 |       |
| Medalha de prata  | Fredy Hernández       | Colômbia      | 1:25:59.91 |       |
| Medalha de bronze | Cristian Muñoz        | Chile         | 1:31:16.10 |       |
| 4                 | Rolando Saquipay      | Equador       | 1:32:14.04 |       |
| 5                 | Ronald Huayta         | Bolívia       | 1:32:20.06 |       |
| 6                 | Edwin Centeno         | Peru          | 1:32:22.01 |       |
| 7                 | Luis Villagra         | Chile         | 1:38:16.30 |       |
| 8                 | Fausto Quinde         | Equador       | 1:38:30.71 |       |
| 9                 | Fernando López        | Colômbia      | DNF        |       |
| 9                 | Raúl Moreno           | Venezuela     | DSQ        |       |
| 9                 | José Alessandro Bagio | Brasil        | DSQ        |       |

### Salto em altura
| Posição           | Atleta          | Nacionalidade | 1.80 | 2.00 | 2.05 | 2.10 | 2.13 | 2.16 | 2.19 | 2.22 | 2.25 | Resultado | Notas |
| ----------------- | --------------- | ------------- | ---- | ---- | ---- | ---- | ---- | ---- | ---- | ---- | ---- | --------- | ----- |
| Medalha de ouro   | Fabrízio Romero | Brasil        | –    | –    | –    | –    | –    | o    | –    | xo   | xxx  | 2.22      |       |
| Medalha de prata  | Jessé de Lima   | Brasil        | –    | –    | –    | –    | –    | xo   | –    | xxo  | xxx  | 2.22      |       |
| Medalha de bronze | Alfredo Deza    | Peru          | –    | –    | –    | xo   | –    | xxo  | xxx  |      |      | 2.16      |       |
| 4                 | Felipe Apablaza | Chile         | –    | xo   | o    | o    | xxo  | xxx  |      |      |      | 2.13      |       |
| 5                 | Erasmo Jara     | Argentina     | –    | –    | xo   | o    | xxx  |      |      |      |      | 2.10      |       |
| 6                 | Cristián Lyon   | Chile         | xo   |      |      |      |      |      |      |      |      | 1.80      |       |

### Salto á vara
| Posição           | Atleta               | Nacionalidade | 4.55 | 4.85 | 5.00 | 5.10 | 5.20 | 5.30 | Resultado | Notas |
| ----------------- | -------------------- | ------------- | ---- | ---- | ---- | ---- | ---- | ---- | --------- | ----- |
| Medalha de ouro   | Ricardo Diez         | Venezuela     | –    | –    | o    | o    | o    | xxx  | 5.20      |       |
| Medalha de prata  | Javier Benítez       | Argentina     | –    | –    | xo   | o    | o    | xxx  | 5.20      |       |
| Medalha de bronze | Gustavo Rehder       | Brasil        | –    | –    | o    | o    | xxx  |      | 5.10      |       |
| 4                 | Marcelo Terra        | Argentina     | –    | xo   | o    | o    | xxx  |      | 5.10      |       |
| 5                 | Fábio Gomes da Silva | Brasil        | –    | –    | xo   | xxo  | xxx  |      | 5.10      |       |
| 6                 | Jorge Naranjo        | Chile         | –    | xo   | o    | xxx  |      |      | 5.00      |       |
| 7                 | Francisco León       | Peru          | –    | o    | xxo  | xxx  |      |      | 5.00      |       |
| 8                 | José Francisco Nava  | Chile         | xo   | xo   | xxx  |      |      |      | 4.85      |       |

### Salto em comprimento
| Posição           | Atleta            | Nacionalidade | #1   | #2   | #3   | #4   | #5   | #6   | Resultado | Notas |
| ----------------- | ----------------- | ------------- | ---- | ---- | ---- | ---- | ---- | ---- | --------- | ----- |
| Medalha de ouro   | Víctor Castillo   | Venezuela     | 7.19 | 7.60 | 7.68 | ?    | 7.78 | ?    | 7.78      |       |
| Medalha de prata  | Sérgio dos Santos | Brasil        | 6.94 | 7.50 | x    | 7.34 | 7.65 | 7.49 | 7.65      |       |
| Medalha de bronze | Irving Saladino   | Panamá        | 7.13 | 7.46 | 7.27 | 7.42 | 7.46 | x    | 7.46      |       |
| 4                 | Thiago Dias       | Brasil        | 7.30 | x    | 7.09 | x    | 7.11 | 7.28 | 7.30      |       |
| 5                 | Cristián Lyon     | Chile         | 7.03 | 6.98 | 7.30 | x    | 7.28 | x    | 7.30      |       |
| 6                 | Dainnler Griego   | Colômbia      | 7.15 | 7.05 | 7.13 | 7.10 | x    | 7.18 | 7.18      |       |
| 7                 | Esteban Copland   | Venezuela     | x    | 7.14 | x    | 7.16 | 7.07 | x    | 7.16      |       |
| 8                 | Cristián Antivilo | Chile         | 6.77 | 6.72 | 7.08 | x    | x    | 6.63 | 7.08      |       |
| 9                 | Louis Tristán     | Peru          | x    | 6.78 | x    |      |      |      | 6.78      |       |
| 10                | Clyde Gibson      | Guiana        | 6.58 | x    | 6.72 |      |      |      | 6.72      |       |

### Salto triplo
| Posição           | Atleta             | Nacionalidade | #1    | #2    | #3     | #4    | #5    | #6    | Resultado | Notas |
| ----------------- | ------------------ | ------------- | ----- | ----- | ------ | ----- | ----- | ----- | --------- | ----- |
| Medalha de ouro   | Jadel Gregório     | Brasil        | 16.64 | 16.69 | 15.81  | 16.71 | 16.76 | ?     | 16.76     |       |
| Medalha de prata  | Anísio Silva       | Brasil        | 15.61 | x     | 16.22  | x     | x     | x     | 16.22     |       |
| Medalha de bronze | Johnny Rodríguez   | Venezuela     | x     | 15.82 | 15.59  | 15.54 | x     | 16.12 | 16.12     |       |
| 4                 | Leisner Aragón     | Colômbia      | 15.22 | 15.47 | 15.49  | 15.81 | 15.67 | 16.04 | 16.04     |       |
| 5                 | Alvin Rentería     | Colômbia      | 15.53 | 15.55 | 16.02  | 15.44 | 15.39 | 15.82 | 16.02     |       |
| 6                 | Felipe Apablaza    | Chile         | 15.45 | 16.02 | 14.50w | x     | x     | x     | 16.02     |       |
| 7                 | José Joaquin Reyes | Venezuela     | 15.03 | x     | 15.42  | 15.47 | 15.73 | 15.54 | 15.73     |       |
| 8                 | Freddy Nieves      | Equador       | 15.12 | 15.61 | 15.69w | 15.43 | 15.44 | 15.42 | 15.69w    |       |
| 9                 | Mariano Sala       | Argentina     | 15.35 | 15.02 | x      |       |       |       | 15.35     |       |

### Arremesso de peso
| Posição           | Atleta              | Nacionalidade | #1    | #2    | #3    | #4    | #5    | #6    | Resultado | Notas |
| ----------------- | ------------------- | ------------- | ----- | ----- | ----- | ----- | ----- | ----- | --------- | ----- |
| Medalha de ouro   | Marco Antonio Verni | Chile         | 17.89 | 19.96 | 19.59 | x     | 20.23 | x     | 20.23     |       |
| Medalha de prata  | Yojer Medina        | Venezuela     | 19.29 | x     | x     | 18.60 | ?     | ?     | 19.29     |       |
| Medalha de bronze | Jhonny Rodríguez    | Colômbia      | 17.85 | x     | 17.84 | 18.22 | 17.84 | 17.84 | 18.22     |       |
| 4                 | Daniel Freire       | Brasil        | 16.93 | 16.90 | 16.69 | 16.90 | 17.06 | 17.01 | 17.06     |       |
| 5                 | Mateus Monari       | Brasil        | 15.54 | 15.22 | 16.57 | 16.34 | 14.90 | 16.56 | 16.57     |       |
| 6                 | Daniel Munos        | Chile         | 15.74 | x     | 16.46 | x     | x     | x     | 16.46     |       |
| 7                 | Adrián Marzo        | Argentina     | 14.50 | 14.85 | 14.83 | ?     | ?     | ?     | 14.85     |       |
| 8                 | Juan Tello          | Peru          | x     |       |       |       |       |       | NM        |       |

### Lançamento de disco
| Posição           | Atleta           | Nacionalidade | #1    | #2    | #3    | #4    | #5    | #6    | Resultado | Notas |
| ----------------- | ---------------- | ------------- | ----- | ----- | ----- | ----- | ----- | ----- | --------- | ----- |
| Medalha de ouro   | Marcelo Pugliese | Argentina     | 53.27 | 56.26 | x     | 56.04 | 57.44 | 56.86 | 57.44     |       |
| Medalha de prata  | Jorge Balliengo  | Argentina     | 51.52 | 53.30 | 55.22 | x     | 52.92 | 52.40 | 55.22     |       |
| Medalha de bronze | Héctor Hurtado   | Venezuela     | x     | x     | 51.72 | x     | 54.61 | x     | 54.61     |       |
| 4                 | Jesús Parejo     | Venezuela     | 51.97 | 51.38 | 50.90 | 50.03 | 50.85 | 53.90 | 53.90     |       |
| 5                 | Joao dos Santos  | Brasil        | 53.40 | x     | 50.51 | 51.66 | 51.41 | 51.59 | 53.40     |       |
| 6                 | Juan Tello       | Peru          | x     | 51.40 | 50.68 | x     | x     | 50.30 | 51.40     |       |
| 7                 | Mateus Monari    | Brasil        | 50.89 | 46.81 | 48.17 | 47.16 | 47.93 | 48.53 | 50.89     |       |

### Lançamento de martelo
| Posição           | Atleta             | Nacionalidade | #1    | #2    | #3    | #4    | #5    | #6    | Resultado | Notas |
| ----------------- | ------------------ | ------------- | ----- | ----- | ----- | ----- | ----- | ----- | --------- | ----- |
| Medalha de ouro   | Juan Ignacio Cerra | Argentina     | 71.70 | x     | x     | x     | x     | 73.31 | 73.31     |       |
| Medalha de prata  | Adrián Marzo       | Argentina     | x     | 64.70 | 67.25 | x     | x     | x     | 67.25     |       |
| Medalha de bronze | Aldo Bello         | Venezuela     | 62.95 | 63.99 | 65.24 | 64.76 | 65.27 | x     | 65.27     |       |
| 4                 | Patricio Palma     | Chile         | 63.50 | x     | 62.23 | x     | x     | 64.88 | 64.88     |       |
| 5                 | Mário Leme         | Brasil        | 63.30 | 62.57 | 62.25 | 61.43 | x     | 59.98 | 63.30     |       |
| 6                 | José Manuel Llano  | Chile         | x     | 56.33 | 60.52 | 61.13 | 62.59 | 62.71 | 62.71     |       |
| 7                 | Eduardo Acuna      | Peru          | 61.90 | 62.22 | 61.99 | 61.22 | 61.80 | 60.44 | 62.22     |       |
| 8                 | Pedro Munoz        | Venezuela     | 56.05 | 57.29 | 56.32 | x     | x     | x     | 57.29     |       |
| 9                 | Marcos dos Santos  | Brasil        | 56.68 | x     | x     |       |       |       | 56.68     |       |

### Lançamento de dardo
| Posição           | Atleta                 | Nacionalidade | #1    | #2    | #3    | #4    | #5    | #6    | Resultado | Notas |
| ----------------- | ---------------------- | ------------- | ----- | ----- | ----- | ----- | ----- | ----- | --------- | ----- |
| Medalha de ouro   | Luiz Fernando da Silva | Brasil        | 75.70 | 79.50 | x     | x     | 77.69 | 77.35 | 79.50     |       |
| Medalha de prata  | Noraldo Palacios       | Colômbia      | 76.81 | 72.67 | x     | 70.84 | 70.54 | 68.27 | 76.81     |       |
| Medalha de bronze | Nery Kennedy           | Paraguai      | x     | 71.11 | 75.53 | x     | 71.28 | 72.67 | 75.53     |       |
| 4                 | Manuel Fuenmayor       | Venezuela     | 75.42 | x     | x     | 71.69 | x     | 69.67 | 75.42     |       |
| 5                 | Ronald Noguera         | Venezuela     | 73.69 | x     | 72.39 | 71.76 | 65.88 | 64.23 | 73.69     |       |
| 6                 | Diego Moraga           | Chile         | x     | 64.35 | 65.37 | 62.02 | 72.88 | x     | 72.88     |       |
| 7                 | Volmir Zili            | Brasil        | 63.42 | x     | 66.21 | 68.95 | 72.09 | x     | 72.09     |       |
| 8                 | Pablo Pietrobelli      | Argentina     | 65.11 | 61.29 | 66.97 | x     | x     | 64.01 | 66.97     |       |

### Decatlo
| Pos.              | Atleta           | Nacionalidade | 100 m | SD   | AP    | SA   | 400 m | 110 m | AD    | SV   | LD    | 1500 m  | PG   | Notas |
| ----------------- | ---------------- | ------------- | ----- | ---- | ----- | ---- | ----- | ----- | ----- | ---- | ----- | ------- | ---- | ----- |
| Medalha de ouro   | Édson Bindilatti | Brasil        | 11.33 | 7.08 | 11.36 | 1.93 | 47.96 | 14.86 | 40.53 | 4.50 | 41.16 | 4:44.49 | 7254 |       |
| Medalha de prata  | Juan Jaramillo   | Venezuela     | 11.54 | 6.60 | 11.80 | 1.90 | 51.49 | 15.51 | 36.86 | 3.50 | 57.22 | 4:40.67 | 6763 |       |
| Medalha de bronze | Enrique Aguirre  | Argentina     | 11.15 | 6.54 | 13.52 | 2.02 | 50.11 | 15.36 | 39.32 | NM   | 52.11 | 4:46.23 | 6585 |       |
| 4                 | Eric Kerwitz     | Argentina     | 11.14 | 7.26 | 12.44 | 1.96 | 50.88 | 15.43 | NM    | 3.50 | 54.68 | 4:53.58 | 6415 |       |
| 5                 | Robinson Urrutia | Colômbia      | 10.91 | 5.88 | 12.55 | 1.69 | 50.24 | 16.78 | 34.09 | 3.40 | 44.01 | 5:30.67 | 5967 |       |

## Resultado feminino

### 100 metros
| Posição | Bateria | Atleta                | Nacionalidade | Tempo | Notas |
| ------- | ------- | --------------------- | ------------- | ----- | ----- |
| 1       | 2       | Lucimar de Moura      | Brasil        | 11.55 | Q     |
| 2       | 2       | Digna Luz Murillo     | Colômbia      | 11.62 | Q     |
| 3       | 1       | Melisa Murillo        | Colômbia      | 11.66 | Q     |
| 4       | 1       | Vanesa Wohlgemuth     | Argentina     | 11.74 | Q     |
| 5       | 2       | Wilmary Álvarez       | Venezuela     | 11.80 | Q     |
| 6       | 1       | Renata Vilela Sampaio | Brasil        | 11.85 | Q     |
| 7       | 1       | Fanny Sevilla         | Venezuela     | 11.88 | q     |
| 8       | 2       | Daniela Pávez         | Chile         | 11.89 | q     |
| 9       | 2       | Ana Caicedo           | Equador       | 11.94 |       |
| 10      | 1       | María Izabel Coloma   | Chile         | 11.99 |       |
| 11      | 2       | Daniela Lebreo        | Argentina     | 12.42 |       |
| 12      | 1       | Jazmín Caicedo        | Equador       | 12.49 |       |

| Posição           | Atleta                | Nacionalidade | Tempo | Notas |
| ----------------- | --------------------- | ------------- | ----- | ----- |
| Medalha de ouro   | Digna Luz Murillo     | Colômbia      | 11.35 |       |
| Medalha de prata  | Lucimar de Moura      | Brasil        | 11.43 |       |
| Medalha de bronze | Wilmary Álvarez       | Venezuela     | 11.59 |       |
| 4                 | Renata Vilela Sampaio | Brasil        | 11.67 |       |
| 5                 | Melisa Murillo        | Colômbia      | 11.71 |       |
| 6                 | Vanesa Wohlgemuth     | Argentina     | 11.82 |       |
| 7                 | Daniela Pávez         | Chile         | 11.88 |       |
| 8                 | Fanny Sevilla         | Venezuela     | 11.94 |       |

### 200 metros
| Posição | Bateria | Atleta                | Nacionalidade | Tempo | Notas |
| ------- | ------- | --------------------- | ------------- | ----- | ----- |
| 1       | 1       | Lucimar de Moura      | Brasil        | 23.26 | Q     |
| 2       | 2       | Digna Luz Murillo     | Colômbia      | 23.30 | Q     |
| 3       | 2       | Rosemar Coelho Neto   | Brasil        | 23.54 | Q     |
| 4       | 2       | Wilmary Álvarez       | Venezuela     | 23.57 | Q     |
| 5       | 1       | Melisa Murillo        | Colômbia      | 23.92 | Q     |
| 6       | 1       | Eliana Pacheco        | Venezuela     | 24.08 | Q     |
| 7       | 2       | María José Echeverría | Chile         | 24.11 | q     |
| 8       | 1       | María Izabel Coloma   | Chile         | 24.32 | q     |
| 9       | 2       | Daniela Lebreo        | Argentina     | 24.49 |       |
| 10      | 1       | Jessica Perea         | Equador       | 24.91 |       |
| 11      | 2       | Jazmín Caicedo        | Equador       | 25.36 |       |

| Posição           | Atleta                | Nacionalidade | Tempo | Notas |
| ----------------- | --------------------- | ------------- | ----- | ----- |
| Medalha de ouro   | Digna Luz Murillo     | Colômbia      | 23.13 |       |
| Medalha de prata  | Lucimar de Moura      | Brasil        | 23.34 |       |
| Medalha de bronze | Wilmary Álvarez       | Venezuela     | 23.40 |       |
| 4                 | Rosemar Coelho Neto   | Brasil        | 23.50 |       |
| 5                 | Eliana Pacheco        | Venezuela     | 24.04 |       |
| 6                 | María Izabel Coloma   | Chile         | 24.33 |       |
| 7                 | María José Echeverría | Chile         | 24.42 |       |
| 8                 | Melisa Murillo        | Colômbia      | 24.51 |       |

### 400 metros
| Posição           | Atleta          | Nacionalidade | Tempo | Notas |
| ----------------- | --------------- | ------------- | ----- | ----- |
| Medalha de ouro   | Geisa Coutinho  | Brasil        | 51.81 |       |
| Medalha de prata  | Eliana Pacheco  | Venezuela     | 52.43 |       |
| Medalha de bronze | Josiane Tito    | Brasil        | 52.68 |       |
| 4                 | Ángela Alfonso  | Venezuela     | 53.48 |       |
| 5                 | Mirtha Brock    | Colômbia      | 54.30 |       |
| 6                 | Andrea Rossotti | Argentina     | 54.59 |       |
| 7                 | Lucy Jaramillo  | Equador       | 55.43 |       |
| 8                 | Grace Arias     | Equador       | 57.27 |       |

### 800 metros
| Posição           | Atleta                | Nacionalidade | Tempo   | Notas |
| ----------------- | --------------------- | ------------- | ------- | ----- |
| Medalha de ouro   | Luciana Mendes        | Brasil        | 2:02.06 |       |
| Medalha de prata  | Christiane dos Santos | Brasil        | 2:02.50 |       |
| Medalha de bronze | Rosibel García        | Colômbia      | 2:02.84 |       |
| 4                 | Niusha Mancilla       | Bolívia       | 2:07.63 |       |
| 5                 | Andrea Rossotti       | Argentina     | 2:07.90 |       |
| 6                 | Jenny Mejías          | Venezuela     | 2:08.36 |       |
| 7                 | Janeth Rodallega      | Colômbia      | 2:08.91 |       |
| 8                 | Oilyn Granados        | Venezuela     | 2:11.40 |       |
| 9                 | Clara Morales         | Chile         | 2:20.59 |       |

### 1.500 metros
| Posição           | Atleta              | Nacionalidade | Tempo   | Notas |
| ----------------- | ------------------- | ------------- | ------- | ----- |
| Medalha de ouro   | Juliana de Azevedo  | Brasil        | 4:17.54 |       |
| Medalha de prata  | Niusha Mancilla     | Bolívia       | 4:21.54 |       |
| Medalha de bronze | Ana Cláudia Coimbra | Brasil        | 4:21.75 |       |
| 4                 | Valentina Medina    | Venezuela     | 4:32.97 |       |
| 5                 | Clara Morales       | Chile         | 4:33.95 |       |
| 6                 | Janeth Rodallega    | Colômbia      | 4:34.43 |       |

### 5.000 metros
| Posição           | Atleta          | Nacionalidade | Tempo    | Notas |
| ----------------- | --------------- | ------------- | -------- | ----- |
| Medalha de ouro   | Maria Rodrigues | Brasil        | 16:11.70 |       |
| Medalha de prata  | Érika Olivera   | Chile         | 16:23.97 |       |
| Medalha de bronze | Lucélia Peres   | Brasil        | 16:36.31 |       |
| 4                 | Luz Silva       | Chile         | 16:53.02 |       |
| 5                 | Silvia Paredes  | Equador       | 16:58.36 |       |
| 6                 | Mónica Amboya   | Equador       | 17:15.81 |       |
| 7                 | Norelys Lugo    | Venezuela     | 17:26.78 |       |

### 10.000 metros
| Posição           | Atleta           | Nacionalidade | Tempo    | Notas |
| ----------------- | ---------------- | ------------- | -------- | ----- |
| Medalha de ouro   | Ednalva da Silva | Brasil        | 34:13.50 |       |
| Medalha de prata  | Érika Olivera    | Chile         | 34:43.02 |       |
| Medalha de bronze | Luz Silva        | Chile         | 35:01.73 |       |
| 4                 | Lidia Karwowski  | Brasil        | 35:24.20 |       |
| 5                 | Norelys Lugo     | Venezuela     | 35:50.34 |       |
| 6                 | Raquel Aceituno  | Peru          | 35:52.16 |       |

### 100 metros barreiras
Vento: -1.5 m/s
| Posição           | Atleta                 | Nacionalidade | Tempo | Notas |
| ----------------- | ---------------------- | ------------- | ----- | ----- |
| Medalha de ouro   | Gilvaneide de Oliveira | Brasil        | 13.44 |       |
| Medalha de prata  | Maíla Machado          | Brasil        | 13.63 |       |
| Medalha de bronze | Princesa Oliveros      | Colômbia      | 13.77 |       |
| 4                 | Francisca Guzmán       | Chile         | 13.94 |       |
| 5                 | Sandrine Legenort      | Venezuela     | 14.09 |       |
| 6                 | Brigitte Merlano       | Colômbia      | 14.38 |       |
| 7                 | Patricia Riesco        | Peru          | 14.48 |       |
| 8                 | Ada Hernández          | Venezuela     | 14.87 |       |

### 400 metros barreiras
| Posição           | Atleta            | Nacionalidade | Tempo   | Notas |
| ----------------- | ----------------- | ------------- | ------- | ----- |
| Medalha de ouro   | Lucimar Teodoro   | Brasil        | 56.86   |       |
| Medalha de prata  | Raquel da Costa   | Brasil        | 57.51   |       |
| Medalha de bronze | Princesa Oliveros | Colômbia      | 57.53   |       |
| 4                 | Yusmely García    | Venezuela     | 58.03   |       |
| 5                 | Velveth Moreno    | Panamá        | 58.90   |       |
| 6                 | Lucy Jaramillo    | Equador       | 1:00.98 |       |
| 7                 | Helen Delgado     | Venezuela     | 1:02.87 |       |
| 8                 | Grace Arias       | Equador       | 1:04.36 |       |

### 3000 metros com obstáculos
| Posição           | Atleta         | Nacionalidade | Tempo    | Notas |
| ----------------- | -------------- | ------------- | -------- | ----- |
| Medalha de ouro   | Mónica Amboya  | Equador       | 10:25.90 |       |
| Medalha de prata  | Silvia Paredes | Equador       | 10:38.32 |       |
| Medalha de bronze | Patrícia Lobo  | Brasil        | 10:55.88 |       |
| 4                 | Anahi Soto     | Chile         | 11:09.71 |       |
| 5                 | María Peralta  | Argentina     | 11:16.83 |       |

### Revezamento 4x100 m
| Posição           | Nacionalidade | Atletas                                                                               | Tempo | Notas |
| ----------------- | ------------- | ------------------------------------------------------------------------------------- | ----- | ----- |
| Medalha de ouro   | Brasil        | Renata Vilela Sampaio, Lucimar de Moura, Rosemar Coelho Neto, Thatiana Regina Ignâcio | 44.16 |       |
| Medalha de prata  | Colômbia      | Mirtha Brock, Luz Celia Ararat, Melisa Murillo, Digna Luz Murillo                     | 44.67 |       |
| Medalha de bronze | Chile         | Daniela Riderelli, María José Echeverría, Daniela Pávez, María Izabel Coloma          | 45.37 |       |
| 4                 | Argentina     | Verónica Pronzati, Andrea Rossotti, Daniela Lebreo, Vanesa Wohlgemuth                 | 46.02 |       |
| 5                 | Venezuela     | Yaudelis Barboza, Wilmary Álvarez, Fanny Sevilla, Jackeline Carabalí                  | 46.48 |       |
| 6                 | Equador       | Ana Caicedo, Jazmín Caicedo, Jessica Perea, Grace Arias                               | 47.30 |       |

### Revezamento 4x400 m
| Posição           | Nacionalidade | Atletas                                                                    | Tempo   | Notas |
| ----------------- | ------------- | -------------------------------------------------------------------------- | ------- | ----- |
| Medalha de ouro   | Brasil        | Maria Laura Almirao, Josiane Tito, Lucimar Teodoro, Geisa Coutinho         | 3:28.64 |       |
| Medalha de prata  | Venezuela     | Wilmary Álvarez, Ángela Alfonso, Yusmely García, Eliana Pacheco            | 3:34.30 |       |
| Medalha de bronze | Colômbia      | Luz Celia Ararat, Princesa Oliveros, Mirtha Brock, Rosibel García          | 3:41.05 |       |
| 4                 | Argentina     | Vanesa Wohlgemuth, Verónica Pronzati, Daniela Lebreo, Andrea Rossotti      | 3:44.16 |       |
| 5                 | Chile         | Daniela Riderelli, María José Echeverría, Valeria Steffens, Macarena Reyes | 3:45.72 |       |
| 6                 | Equador       | Jazmín Caicedo, Grace Arias, Jessica Perea, Lucy Jaramillo                 | 3:53.23 |       |

### 20 km marcha atlética
| Posição           | Atleta            | Nacionalidade | Tempo      | Notas |
| ----------------- | ----------------- | ------------- | ---------- | ----- |
| Medalha de ouro   | Sandra Zapata     | Colômbia      | 1:40:52.59 |       |
| Medalha de prata  | Morelba Useche    | Venezuela     | 1:48:24.85 |       |
| Medalha de bronze | Marcela Pacheco   | Chile         | 1:49:50.07 |       |
| 4                 | Josette Sepúlveda | Chile         | 1:54:24.41 |       |
| 5                 | Gianetti Bonfim   | Brasil        | 1:59:47.60 |       |
| 6                 | Cisiane Lopes     | Brasil        | DNF        |       |

### Salto em altura
| Posição           | Atleta            | Nacionalidade | 1.65 | 1.70 | 1.73 | 1.76 | 1.79 | 1.82 | 1.85 | Resultado | Notas |
| ----------------- | ----------------- | ------------- | ---- | ---- | ---- | ---- | ---- | ---- | ---- | --------- | ----- |
| Medalha de ouro   | Luciane Dambacher | Brasil        | –    | –    | o    | –    | xxo  | o    | xxx  | 1.82      |       |
| Medalha de prata  | Yetzálida Pérez   | Venezuela     | o    | o    | xxo  | o    | o    | o    | xxx  | 1.82      |       |
| Medalha de bronze | Claudia Casals    | Argentina     | o    | xo   | o    | o    | o    | xxx  |      | 1.79      |       |
| 4                 | Caterine Ibargüen | Colômbia      | –    | o    | xo   | xxo  | o    | xxx  |      | 1.79      |       |
| 5                 | Jhoris Luquez     | Venezuela     | o    | o    | o    | xo   | xxx  |      |      | 1.76      |       |
| 6                 | Mônica de Freitas | Brasil        | o    | o    | o    | xxx  |      |      |      | 1.73      |       |

### Salto á vara
| Posição           | Atleta              | Nacionalidade | 3.30 | 3.45 | 3.60 | 3.70 | 3.80 | 3.90 | 4.00 | 4.05 | 4.10 | 4.20 | 4.25 | Resultado | Notas |
| ----------------- | ------------------- | ------------- | ---- | ---- | ---- | ---- | ---- | ---- | ---- | ---- | ---- | ---- | ---- | --------- | ----- |
| Medalha de ouro   | Alejandra García    | Argentina     | –    | –    | –    | –    | –    | –    | o    | –    | xo   | xo   | xxx  | 4.20      |       |
| Medalha de prata  | Carolina Torres     | Chile         | –    | –    | –    | –    | o    | o    | xo   | –    | o    | xo   | xxx  | 4.20      |       |
| Medalha de bronze | Milena Agudelo      | Colômbia      | –    | –    | –    | o    | xxo  | xxo  | o    | xxx  |      |      |      | 4.00      |       |
| 4                 | Déborah Gyurcsek    | Uruguai       | –    | o    | o    | o    | xo   | o    | xxx  |      |      |      |      | 3.90      |       |
| 5                 | Pamela Barnert      | Chile         | –    | o    | xo   | o    | xxo  | o    | xxx  |      |      |      |      | 3.90      |       |
| 6                 | Alina Alló          | Argentina     | –    | –    | o    | xo   | o    | xxx  |      |      |      |      |      | 3.80      |       |
| 6                 | Karla Rosa da Silva | Brasil        | –    | –    | –    | –    | xxo  | xxx  |      |      |      |      |      | 3.80      |       |
| 8                 | Michaela Heitkotter | Brasil        | –    | –    | o    | o    | xxx  |      |      |      |      |      |      | 3.70      |       |
| 9                 | Aliusha Díaz        | Uruguai       | xxx  |      |      |      |      |      |      |      |      |      |      | NM        |       |

### Salto em comprimento
| Posição           | Atleta             | Nacionalidade | #1    | #2   | #3   | #4   | #5   | #6   | Resultado | Notas |
| ----------------- | ------------------ | ------------- | ----- | ---- | ---- | ---- | ---- | ---- | --------- | ----- |
| Medalha de ouro   | Keila Costa        | Brasil        | 6.22  | 6.21 | 6.30 | 6.29 | x    | 6.27 | 6.30      |       |
| Medalha de prata  | Caterine Ibargüen  | Colômbia      | 5.78w | x    | 6.04 | x    | 5.96 | x    | 6.04      |       |
| Medalha de bronze | Mónica Falcioni    | Uruguai       | 5.65  | 5.74 | 5.83 | 5.79 | 5.74 | 5.94 | 5.94      |       |
| 4                 | Macarena Reyes     | Chile         | 5.56  | 5.80 | 5.77 | 5.66 | 5.57 | 5.82 | 5.82      |       |
| 5                 | Jennifer Arveláez  | Venezuela     | 5.37  | 5.66 | 5.53 | 5.57 | 5.60 | 5.78 | 5.78      |       |
| 6                 | Ana Caicedo        | Equador       | 5.56  | 5.76 | x    | x    | x    | 5.61 | 5.76      |       |
| 7                 | Andrea Morales     | Argentina     | 5.35  | 5.04 | 5.53 | 5.22 | x    | 5.74 | 5.74      |       |
| 8                 | Michelle Vaughn    | Guiana        | x     | 5.60 | 5.52 | 5.65 | x    | 5.46 | 5.65      |       |
| 9                 | Luciana dos Santos | Brasil        | x     | x    | 5.36 |      |      |      | 5.36      |       |
| 10                | Verónica Davis     | Venezuela     | 4.66  | 5.19 | 5.10 |      |      |      | 5.19      |       |

### Salto triplo
| Posição           | Atleta             | Nacionalidade | #1    | #2    | #3    | #4    | #5     | #6     | Resultado | Notas |
| ----------------- | ------------------ | ------------- | ----- | ----- | ----- | ----- | ------ | ------ | --------- | ----- |
| Medalha de ouro   | Keila Costa        | Brasil        | 13.62 | x     | 13.57 | 13.18 | 12.99  | ?      | 13.62     |       |
| Medalha de prata  | Luciana dos Santos | Brasil        | 13.00 | 13.39 | x     | 13.04 | 13.21  | 13.42  | 13.42     |       |
| Medalha de bronze | Caterine Ibargüen  | Colômbia      | 12.51 | 12.87 | 13.07 | 12.79 | x      | x      | 13.07     |       |
| 4                 | Jennifer Arveláez  | Venezuela     | 12.41 | 12.61 | x     | 12.83 | 12.78  | 12.64  | 12.83     |       |
| 5                 | Mónica Falcioni    | Uruguai       | 12.37 | 12.49 | 12.79 | 12.39 | 12.61  | x      | 12.79     |       |
| 6                 | Michelle Vaughn    | Guiana        | 11.96 | x     | x     | 12.24 | 12.24  | 12.51w | 12.51w    |       |
| 7                 | Verónica Davis     | Venezuela     | x     | 12.15 | 11.81 | 11.58 | 12.43w | x      | 12.43w    |       |
| 8                 | Macarena Reyes     | Chile         | 11.93 | 12.07 | 12.15 | 12.42 | 12.17  | ?      | 12.42     |       |
| 9                 | Andrea Morales     | Argentina     | x     | x     | x     |       |        |        | NM        |       |

### Arremesso de peso
| Posição           | Atleta              | Nacionalidade | #1    | #2    | #3    | #4    | #5    | #6    | Resultado | Notas |
| ----------------- | ------------------- | ------------- | ----- | ----- | ----- | ----- | ----- | ----- | --------- | ----- |
| Medalha de ouro   | Elisângela Adriano  | Brasil        | 16.47 | 17.18 | 17.15 | 18.34 | 18.19 | 18.34 | 18.34     |       |
| Medalha de prata  | Luz Dary Castro     | Colômbia      | x     | 14.94 | 15.03 | 16.59 | 16.18 | x     | 16.59     |       |
| Medalha de bronze | Marianne Berndt     | Chile         | 15.44 | 15.95 | 15.95 | 16.39 | 16.23 | 16.09 | 16.39     |       |
| 4                 | Andréa Maria Britto | Brasil        | x     | x     | 14.43 | 16.19 | 15.45 | 15.99 | 16.19     |       |
| 5                 | Rosario Ramos       | Venezuela     | 14.47 | 14.21 | 14.98 | 15.18 | 15.59 | 13.70 | 15.59     |       |
| 6                 | Neolanis Suárez     | Venezuela     | 13.49 | 13.26 | x     | 13.81 | x     | x     | 13.81     |       |
| 7                 | Valeria Steffens    | Chile         | 11.46 | 11.48 | x     |       |       |       | 11.48     |       |

### Lançamento de disco
| Posição           | Atleta               | Nacionalidade | #1    | #2    | #3    | #4    | #5    | #6    | Resultado | Notas |
| ----------------- | -------------------- | ------------- | ----- | ----- | ----- | ----- | ----- | ----- | --------- | ----- |
| Medalha de ouro   | Elisângela Adriano   | Brasil        | 58.37 | x     | x     | x     | x     | x     | 58.37     |       |
| Medalha de prata  | Luz Dary Castro      | Colômbia      | 51.73 | x     | x     | x     | 46.94 | x     | 51.73     |       |
| Medalha de bronze | María Cubillán       | Venezuela     | x     | 50.47 | 48.04 | 46.86 | 48.52 | x     | 50.47     |       |
| 4                 | Renata de Figueiredo | Brasil        | 44.69 | x     | 49.72 | 45.88 | 44.59 | 49.76 | 49.76     |       |
| 5                 | Rosario Ramos        | Venezuela     | 46.18 | 48.19 | 46.70 | 42.96 | 46.12 | 48.87 | 48.87     |       |
| 6                 | Marianne Berndt      | Chile         | 39.39 | 47.18 | x     | x     | 45.61 | x     | 47.18     |       |
| 7                 | Karina Díaz          | Equador       | 40.02 | 41.24 | x     | x     | 41.12 | x     | 41.24     |       |

### Lançamento de martelo
| Posição           | Atleta                   | Nacionalidade | #1    | #2    | #3    | #4    | #5    | #6    | Resultado | Notas |
| ----------------- | ------------------------ | ------------- | ----- | ----- | ----- | ----- | ----- | ----- | --------- | ----- |
| Medalha de ouro   | Katiuscia de Jesus       | Brasil        | 56.40 | 60.02 | 56.30 | 61.01 | x     | 56.40 | 61.01     |       |
| Medalha de prata  | Josiane Soares           | Brasil        | 58.27 | 57.96 | 55.37 | 59.65 | 55.66 | 57.41 | 59.65     |       |
| Medalha de bronze | Adriana Benaventa        | Venezuela     | 58.34 | x     | x     | x     | x     | 57.45 | 58.34     |       |
| 4                 | Odette Palma             | Chile         | 56.50 | 58.19 | 58.02 | 56.22 | x     | 56.99 | 58.19     |       |
| 5                 | Karina Moya              | Argentina     | 56.59 | x     | 56.09 | 57.40 | x     | x     | 57.40     |       |
| 6                 | María Eugenia Villamizar | Colômbia      | 52.48 | 54.83 | 52.88 | 55.03 | x     | 53.22 | 55.03     |       |
| 7                 | Erika Melián             | Argentina     | x     | 53.07 | x     | 52.24 | 53.72 | x     | 53.72     |       |
| 8                 | Karina Díaz              | Equador       | 49.00 | x     | x     | x     | x     | x     | 49.00     |       |
| 9                 | Yaiza Córdoba            | Colômbia      | x     | x     | x     |       |       |       | NM        |       |

### Lançamento de dardo
| Posição           | Atleta                     | Nacionalidade | #1    | #2    | #3    | #4    | #5    | #6    | Resultado | Noteas |
| ----------------- | -------------------------- | ------------- | ----- | ----- | ----- | ----- | ----- | ----- | --------- | ------ |
| Medalha de ouro   | Sabina Moya                | Colômbia      | 52.01 | x     | 58.30 | 54.98 | x     | x     | 58.30     |        |
| Medalha de prata  | Alessandra Resende         | Brasil        | 54.29 | 57.01 | 51.83 | x     | x     | 53.37 | 57.01     |        |
| Medalha de bronze | Romina Maggi               | Argentina     | 49.44 | 52.36 | 49.19 | 51.53 | 49.93 | 52.18 | 52.36     |        |
| 4                 | Carla Bispo                | Brasil        | 51.43 | 47.70 | 48.39 | 51.03 | 51.05 | 48.63 | 51.43     |        |
| 5                 | María González             | Venezuela     | 50.48 | 46.96 | 42.49 | 46.94 | x     | 44.34 | 50.48     |        |
| 6                 | Xiolimar Carolina Castillo | Venezuela     | x     | 43.47 | 44.14 | 47.29 | 47.52 | 48.46 | 48.46     |        |
| 7                 | Leryn Franco               | Paraguai      | x     | x     | x     | x     | x     | 45.06 | 45.06     |        |

### Heptatlo
| Colocação         | Atleta               | Nacionalidade | 100 m C/B | SA   | AP    | 200 m | SD   | LD    | 800 m   | Total | Notas |
| ----------------- | -------------------- | ------------- | --------- | ---- | ----- | ----- | ---- | ----- | ------- | ----- | ----- |
| Medalha de ouro   | Thaimara Rivas       | Venezuela     | 14.38     | 1.70 | 12.37 | 25.36 | 5.88 | 40.87 | 2:21.34 | 5622  |       |
| Medalha de prata  | Elizete da Silva     | Brasil        | 15.04     | 1.64 | 12.32 | 24.94 | 5.79 | 37.56 | 2:26.76 | 5334  |       |
| Medalha de bronze | Valeria Steffens     | Chile         | 15.27     | 1.64 | 12.75 | 25.67 | 5.22 | 37.46 | 2:21.42 | 5169  |       |
| 4                 | Patricia de Oliveira | Brasil        | 15.03     | 1.64 | 10.53 | 26.40 | 5.62 | 29.58 | 2:25.44 | 4903  |       |
| 5                 | Nyota Peters         | Guiana        | 18.10     | 1.70 | 10.09 | 26.63 | 5.59 | 30.96 | 2:24.22 | 4599  |       |
| 6                 | Yolanda Mina         | Colômbia      | 16.35     | 1.64 | 9.81  | 25.98 | 5.54 | 25.12 | 2:34.50 | 4506  |       |
| 7                 | Claritza Chourio     | Venezuela     | 15.22     | 1.67 | 9.77  | 27.15 | 5.13 | 25.19 | 2:38.21 | 4419  |       |

Legenda
| Recorde mundial       | Recorde mundial (World record)               |                       | Recorde africano                      | Recorde africano (African) |                                           | Q | Classificado por posição (Qualified) |
| Recorde do campeonato | Recorde do campeonato (Championship record)  | Recorde da América    | Recorde da América (Americas)         | q                          | Classificado por melhor tempo (Qualified) |   |                                      |
| Melhor marca do ano   | Melhor marca do ano (World leading)          | Recorde asiático      | Recorde asiático (Asian)              | DNS                        | Não largou (Did not start)                |   |                                      |
| Recorde nacional      | Recorde nacional (National record)           | Recorde europeu       | Recorde europeu (European)            | DNF                        | Não terminou (Did not finish)             |   |                                      |
| Recorde pessoal       | Recorde pessoal do atleta (Personal best)    | Recorde da Oceania    | Recorde da Oceania (Oceania)          | DSQ / DQ                   | Desclassificado (Disqualified)            |   |                                      |
| Recorde da temporada  | Recorde da temporada do atleta (Season best) | Recorde sul-americano | Recorde sul-americano (South America) | NM                         | Sem marca (No mark)                       |   |                                      |